# Valgrind
Valgrind是一款用于内存调试、内存泄漏检测以及性能分析的软件开发工具。Valgrind这个名字取自北欧神话中英灵殿的入口。
Valgrind的最初作者是Julian Seward，他于2006年由于在开发Valgrind上的工作获得了第二届Google-O'Reilly开放源代码奖。
Valgrind遵守GNU通用公共许可证条款，是一款自由软件。

## 支持平台
到3.3.0版本为止，Valgrind支持x86、x86-64、Armv7以及PowerPC上的Linux。除此之外，还有一些其它非正式支持的类Unix平台（如FreeBSD、NetBSD 以及Mac OS X）。